# Estaneno
Estaneno é um material 2D  e um isolante topológico bidimensional. O estaneno é uma forma alotrópica do estanho, composto por átomos de α-Sn(111) organizados em uma única camada biatômica hexagonal, de estrutura similar à do grafeno. Seu nome em inglês - stanene - é composto pelo nome em latim do estanho - stannum e pelo sufixo -eno, presente no grafeno.
O estaneno vem sendo objeto de pesquisas pela sua potencial supercondutividade a temperatura ambiente, característica que poderia revolucionar e baratear a composição de circuitos integrados e, consequentemente, toda a tecnologia informatizada.